# Los Hermanos (álbum)
Los Hermanos é o álbum de estreia da banda brasileira Los Hermanos, lançado em 1999 e produzido por Rick Bonadio.
O trabalho foi certificado por disco de ouro, pelas mais de 100 mil cópias vendidas, sendo de longe o trabalho mais bem sucedido comercialmente da banda até hoje. Grande parte deste sucesso se deve aos singles "Anna Júlia" e "Primavera". O resto do trabalho segue uma mistura de Hardcore, Marchinhas de Carnaval e Ska.

## Faixas
| N.º | Título              | Compositor(es)   | Duração |  |
| 1.  | "Tenha Dó"          | Marcelo Camelo   | 3:27    |  |
| 2.  | "Descoberta"        | Marcelo Camelo   | 2:30    |  |
| 3.  | "Anna Júlia"        | Marcelo Camelo   | 3:32    |  |
| 4.  | "Quem Sabe"         | Rodrigo Amarante | 2:32    |  |
| 5.  | "Pierrot"           | Marcelo Camelo   | 2:47    |  |
| 6.  | "Azedume"           | Marcelo Camelo   | 1:21    |  |
| 7.  | "Lágrimas Sofridas" | Marcelo Camelo   | 1:47    |  |
| 8.  | "Primavera"         | Marcelo Camelo   | 4:22    |  |
| 9.  | "Vai Embora"        | Marcelo Camelo   | 2:10    |  |
| 10. | "Sem Ter Você"      | Marcelo Camelo   | 2:58    |  |
| 11. | "Onze Dias"         | Rodrigo Amarante | 1:43    |  |
| 12. | "Aline"             | Marcelo Camelo   | 1:26    |  |
| 13. | "Outro Alguém"      | Marcelo Camelo   | 2:30    |  |
| 14. | "Bárbara"           | Marcelo Camelo   | 3:34    |  |

## Ficha técnica
Banda
- Marcelo Camelo - vocal (1-4, 6-14), guitarra, arranjos (1, 2, 9, 14)
- Rodrigo Amarante - vocal (1-4, 6-14), flauta transversal (9), arranjos (3, 4)
- Patrick Laplan - baixo
- Rodrigo Barba - bateria
- Bruno Medina - teclados

Músicos convidados
- Mário Lúcio Marques - saxofone (1, 2, 4, 5, 8, 9, 10, 14), arranjos (2-5, 9, 10)
- Sidney Borgani - trombone (2, 4-6, 10)
- Nahor Gomes - trompete (2, 4, 5, 10)

Participações especiais
- Carlos Jazzmo - arranjos (3-5, 14), vocais (5)
- Roger Rocha Moreira - vocais (14)

Equipe técnica
- Rick Bonadio - produção
- Paulo Anhaia - engenharia de som, edição digital e mixagem

## Vendas e certificações
| País          | Certificação | Vendas  |
| ------------- | ------------ | ------- |
| Brasil - ABPD | Ouro         | 100.000 |